# إدراك الزمن
إدراك الزمن هو حقل من العلوم الفسيولوجية وعلوم الأعصاب. يُعنى بكيفية تقديرنا للزمن، والتي تختلف عن الحواس الأخرى لأنها لا يمكن أن تكون محسوسة مباشرة بل يجب معالجتها في المخ. الإنسان يستطيع أن يشعر بالأوقات القصيرة (ميلي ثانية) وأيضا الأوقات الطويلة. إحساسنا بالوقت يختلف من شخص إلى آخر.
هناك أبحاث كثيرة تناولت فروقات هذه الحاسة عند الحيوانات المختلفة. أهم هذه البحوث هو ما قام به كارل إرنست فون باير. هذه الأبحاث انطلقت من مبدأ علم النفس-الفيزيائي والذي قام به جوستاف فخنر. هذا العلم يقارن علاقة الزمن المحسوس مع الزمن الحقيقي.

## نظريات
ويليام فرايدمان قام بكتابة نظريتين حول حاسة الزمن:

### نظرية قوة ذاكرة الوقت
نتذكر الأشياء على حسب قوة ما تتركه من آثار. فنتذكر كم مضى من الوقت حسب قوة ذاكرتنا لواقعة ما في الماضي (تكون الحادثة نقطة مرجع). ولكن هذه النظرية تتعارض مع ما يقوله العلم بأن الذكريات الحديثة تنمسح أسرع من الذكريات القديمة.

### نظرية الاستنتاج
نستطيع استنتاج وقت حادثة ما عندما نقارنها بحادثة أخرى نعرف تاريخها ووقتها (مثلا: لا نعلم متى سافر فلان من الناس ولكن نعلم أنه سافر في نفس الشهر الذي هطلت فيه الأمطار الغزيرة في شهر مايو، إذاً عرفنا موعد سفر فلان فهو في مايو أيضا).

## الذاكرة القصيرة المدى
بالرغم من أن حاسة الزمن غير مرتبطة بأي نظام استشعاري في جسدنا، إلا أن علماء الفيسيولجية والأعصاب ذكروا بأن العقل البشري يملك نظام يتحكم بحاسة الزمن.
وهذا النظام العالي التوزيع يحتوي على قشرة الدماغ، المخيخ والعقد الأساسية كمكونات لهذا النظام. مكون رئيسي هو نواة السوبراشماستيك، المسؤولة عن الدورة اليومية، بينما تبدو الخلايا الأخرى قادرة على ضبط الوقت الأقل طولاً. الإحساس بالوقت ضعيف عند بعض الأشخاص بسبب الأمراض العصبية مثل مرض باركنسون ومرض ضعف التركيز.

## الذاكرة الطويلة المدى
علماء الفيزيولوجيا يؤكدون بأن إحساسنا بالوقت يتسارع مع العمر. ولكن ما ورد حول علاقة العمر بحاسة الزمن لا يزال موضع جدَل. الطفل في سن الحادية عشر يكون يومه مساوي لـ 1\4,000 من عمره. واليوم الواحد لرجل في الخامسة والخمسين يعادل 1\20,000 من عمره. وهذا يفسر حقيقة ملل الأطفال عندما يشعرون بأن اليوم طويل جداً. في دراسة بين مجموعتين: الأولى ضمت أفراد بين الـ 19 والـ 24 من العمر، والثانية ضمت أفراد بين الـ 60 والـ 80 سنة. سئلوا عن تقديرهم متى انقضت 3 دقائق. المجموعة الأولى (الشابّة) قدروا ال3 دقائق بعد مرور 3:03 دقيقة، أما المجموعة الثانية فقدروا نفس المدة بعد مرور 3:40 دقيقة. هذه النتائج تعكس تأثر حاسة الزمن مع تقدم العمر وبعضهم يرجع ذلك إلى التغيرات الحيوية في أجسامنا. نحن نميل لتذكر الأحداث الجديدة على أنها حدثت في الماضي ونميل لتذكر الأحداث القديمة على أنها حدثت للتو.

## وهم الوقت
الخداع الوقتي هو ناتج من تحريف أو عطل في الاستشعار عندما يكون الوقت الفاصل بين حادثتين قصير جدا (عادة أقل من ثانية واحدة). في هذه الحالات، الفرد لا يستطيع ترتيب الأحداث زمنياً. تأثير كابا [الإنجليزية] هو نوع من أنواع الوهم الوقتي وفيه يشعر الفرد بأن الوقت الفاصل بين واقعتين يختلف اعتماداً على مكان وقوع الاحداث في فضائنا. مثلا: عندما نقوم بجولة مشي في طريقين، أحدهما أطول من الآخر ولكن الوقت المطلوب لمشي المسافة هو نفسه. في هذه الحالة نشعر بأن الطريق الأطول أخذ منا وقت أكثر (الوقت المقطوع متساوٍ في الحقيقة).

## المواد المنشطة
بعض المخدرات لها القدرة على تغيير حاسة الزمن، مثل إنثيوجين. بعد تناول جرعات كبيرة، الوقت ربما يظهر على أنه أبطأ أو أسرع وأحيانا يتوقف أو يتراجع إلى الوراء. المنشطات تجعلنا نضخم القيمة الفعلية للوقت أما المسكنات تبطئها. وهذا ربما يرجع لمستوى هرمون الدوبامين والأدرينالين.
أيضاً التنويم المغناطيسي له أثر على حاسة الزمن.

## الحالات الإكلينيكية
حاسة الزمن تتأثر ببعض الأمراض العصبية مثل الباركنسون واضطراب ضعف الانتباه. أيضاً المصابين بانفصام الشخصية يعانون من تغير حاسة الزمن. عادة ما يشعرون بتأخر في مرور الوقت. هذا قد يكون بسبب الهلوسة والوهم الذي يعيشوه منفصمو الشخصية.

## الوقت في المنظور الفيزيائي
في منظور الفيزياء النسبية، يعتبر الوقت أحد الأبعاد الأربع لنسيج الزمكان (زمان-مكان) وحسب النظرية النسبية لأينشتاين فان الساعة الزمنية تختلف سرعتها حسب سرعة المراقب للساعة ومدى تأثره للجاذبية. فعلى سبيل المثال، رجل الفضاء الذي يتحرك بسرعة عالية مقارنة بمراقب في الأرض سوف يلاحظ أن الساعة في الأرض يتغير بسرعة مقارنة بساعته التي معه، بينما المراقب في الأرض سوف يلاحظ أن ساعة رجل الفضاء يتحرك ببطء. هذه الملاحظة لا يرجع إلى خلل في الساعات ولكن يرجع إلى فرضية أن سرعة الضوء ثابت لا يتغير في كل الأحوال وإلى طبيعة نسيج الزمكان. ظاهرة سرعة الساعة أو بطءها ليست مجرد نظرية ولكن تم إثباتها عمليا ويسمى هذه الظاهرة بالإبطاء الزمني.

## الصفات الشخصية حسب علاقتها بالوقت
بعض الباحثين قسموا الناس إلى مجموعات حسب اهتمامهم وتقديرهم للوقت في إنجاز أمورهم الحياتية. يقول الباحثون بأن تقديرنا للوقت هو ناتج عن عاملين: عامل شخصي وعامل البيئة التي نعيش فيها. بعض العلماء يعتبرون بأن الوقت مقسم على محورين: الشعور بالوقت، وضرورة الوقت، وهذه النظرية تطبق كثيراً في علم النفس المِهني. هاتا المحوران قسّما الناس إلى أربع صفات:
- المنظَّم: يعتبر الوقت ضروري جدا والوقت المستقبلي أيضاً مهم (كلا المحورين مهمين). عادة ما يمتلك إحساس قوي بالوقت. يجدول مهامه وأنشطته وعنده طموح عالي للإنجازات.[3]
- المستعجل: يعتبر الوقت ضروري جداً والوقت الحالي مهم (ليس الوقت المستقبلي). عادة ما يمتلك إحساس قوي بالوقت. ينجز مهامه في الأوقات المطلوبة. تنافسي. ويسعى للإنجاز. عادة غير صبور.[3]
- النسبي: لا يعتبر الوقت ضروري وليس عنده اهتمام بالوقت. عادة ما يتعدوا الوقت المطلوب لإنهاء مهمة ما. يأخذون المخاطر، قراراتهم مستعجلة، يفكرون فقط بالوقت الحالي.[3]
- التقدمي: لا يعتبر الوقت ضروري ولكن عنده إحساس عالي بأهمية الوقت في المستقبل. عادة ما يتعدوا الوقت المطلوب لإنهاء مهمة ما. يأخذون المخاطر، قراراتهم مستعجلة، يفكرون فقط بالمستقبل.[3]